# 430 v.Chr.
Het jaar 430 v.Chr. is een jaartal volgens de christelijke jaartelling.

## Gebeurtenissen

### Griekenland
- Potidaea wordt na een langdurig beleg door Atheense troepen ingenomen.
- In Athene breekt een pestepidemie uit. Deze ziekte, die wellicht per schip vanuit Egypte is aangevoerd en gepaard gaat met koorts, onlesbare dorst en zweren, eist in Athene duizenden slachtoffers.
- Perikles wordt vanwege verduistering van staatsgeld en de verspreiding van de pest als strategos afgezet. Het Atheense volk verplicht hem tot een geldstraf van 15 Griekse talenten.
- Thucydides beschrijft de gruwelijke pestepidemie.
- In Brauron wordt ter ere van Artemis het Heiligdom van Artemis Brauronia gebouwd.

## Geboren
- Xenophon (ca. 430 v.Chr. - ca. 355 v.Chr.), Grieks schrijver en veldheer